# Вин, Макс
Макс Вин (нем. Max Wien; 25 декабря 1866, Кёнигсберг, Пруссия — 22 февраля 1938, Йена, Германия) — немецкий физик, директор института физики Йенского университета имени Фридриха Шиллера. Двоюродный брат нобелевского лауреата Вильгельма Вина.
Учителями Макса Вина были Гельмгольц и Кундт
Он изобрёл генератор слегка ослабленных электромагнитных осцилляций и мост Вина.
Президент Немецкого физического общества в 1918—1919 гг.